# 南尖湖
南尖湖是一个位于中国江西省波阳县的湖泊，面积约为2.8平方千米，平均水深约为3米。